# Into the woods (Hawkwind)
Into the woods is een studioalbum van Hawkwind. Volgens een mededeling op de achterzijde van het boekwerkje is het deels een vervolg op The machine stops. De band verzorgde ervoor en erna een Britse tournee. Het album haalde een week een notering in de Britse Album Top 100, plaats 34.  

## Musici
- Dave Brock – zang, gitaar, toetsinstrumenten, theremin
- Haz Wheaton – basgitaar, toetsinstrumenten op 11
- Richard Chadwick – slagwerk, percussie en zang

Met
- Mr. Dibs – stem (4 en 12), toetsinstrumenten (10,12)
- Magnus – toetsinstrumenten (4, 9 11)
- Big Bill Barry – fiddle (6 en 11)

## Muziek
| Nr. | Titel                | Duur |
| --- | -------------------- | ---- |
| 1.  | Into the woods       | 6:17 |
| 2.  | Cottage in the woods | 3:52 |
| 3.  | The woodpecker       | 0:54 |
| 4.  | Have you seen them?  | 6:57 |
| 5.  | Ascent               | 3:40 |
| 6.  | Space ship blues     | 6:35 |
| 7.  | The wind             | 4:09 |
| 8.  | Vegan lunch          | 5:18 |
| 9.  | Magic scenes         | 6:12 |
| 10. | Darkland             | 2:14 |
| 11. | Wood nymph           | 5:57 |
| 12. | Deep cavern          | 2:27 |
| 13. | Magic mushrooms      | 9:30 |